# 格拉纳达大学
格拉纳达大学（西班牙文：Universidad de Granada）是位于西班牙格拉纳达的一所公立大学，按学生人口算是西班牙第四大的大学，由查理五世创立于1531年，坐落于西班牙王国安达卢西亚自治区格兰纳达省会格兰纳达市，现在北非的休达和梅利利亚有两个分校区。它是西班牙最古老的大学之一，在西班牙国内具有极高的声誉，并隶属于素有“欧洲常青藤联盟”之称的科英布拉集团、ARQUS联盟。它拥有超过54000学生。
目前，格拉纳达大学是1983年通过《自治大学法》的结果。其领先地位体现在根据各种排名被公认为最好的教育机构之一。根据软科世界大学学术排名，它位列世界 300 所最佳大学之列，在西班牙排名第二。 
格兰纳达大学致力于有效和高效的管理、知识及其转移、教学创新和服务质量。研究领域的领先地位、通过信息通信技术不断改进其活动、国际化和平等机会也是格拉纳达大学的标志。

## 知名校友
- 尼塞托·阿尔卡拉-萨莫拉，西班牙前总统。
- 费德里戈·加西亚·洛尔卡，西班牙诗人、剧作家。
- 弗朗西斯科·马丁内斯·德·拉·罗萨，西班牙前首相。